# Who's Been Sleeping Here?
«Who's Been Sleeping Here?»—en español: «¿Quien ha estado durmiendo aquí?»— es una canción de la banda británica de rock The Rolling Stones, incluida en su álbum Between The Buttons de 1967.

## Inspiración
Escrita por Mick Jagger y Keith Richards, es una canción folk rock que cuenta la historia de un hombre que regresa de un viaje y descubre que a su mujer alguien la habían estado visitado durante su ausencia. Desesperado por averiguar de quien se trata, y ya que la mujer no le dice nada, se pregunta por personajes totalmente inverosímiles (incluyendo un caballero, un panadero o un soldado).
La pista tiene una clara influencia de las líricas de Bob Dylan, ya que se basa en cuentos de hadas e imágenes, que recuerda a Highway 61 Revisited y Blonde on Blonde.

## Grabación
«Who's Been Sleeping Here?» fue grabada entre el 3 y el 11 de agosto de 1966, en los Olympic Studios de Londres. Fue producida, al igual que todas las pistas del álbum por Andrew Loog Oldham.
Desde los primeros compases, los Stones se adentran en las tierras de Minnesota. Keith Richards logra una buena introducción con su Gibson Hummingbird, mientras que la armónica de Brian Jones refleja totalmente la de Dylan. La interpretación de Mick Jagger es excelente, sin perder su identidad, sin doblajes vocales de apoyo. El juego Bill Wyman y Charlie Watts es una reminiscencia a Highway 61 Revisited. Por último, la actuación más destacada fue la de Nicky Hopkins en el piano, romántico y roquero a la vez.

## Personal
Acreditado:
- Mick Jagger: voz, pandereta
- Keith Richards: guitarra acústica, guitarra eléctrica.
- Brian Jones: armónica
- Bill Wyman: bajo
- Charlie Watts: batería
- Nicky Hopkins: piano